# Синьи (Маомин)
Синьи́ (кит. упр. 信宜, пиньинь Xìnyí) — городской уезд городского округа Маомин провинции Гуандун (КНР).

## История
В эпоху Южных и северных династий, когда эти земли находились в составе южной империи Лян, был создан Ляндэский округ (梁德郡). После объединения китайских земель в империю Суй Ляндэский округ был расформирован, а вместо него в 589 году был создан уезд Ляндэ (梁德县). В 598 году уезд Ляндэ был переименован в Хуайдэ (怀德县).
После смены империи Суй на империю Тан из уезда Хуайдэ в 621 году были выделены уезды Синьи (信义县) и Таньэ (潭峨县), и была создана управляющая ими Наньфуская область (南扶州), власти которой разместились в уезде Синьи. В 622 году из уезда Синьи был выделен уезд Тэлян (特亮县). В 634 году Наньфуская область была переименована в Доучжоускую область (窦州).
Во времена империи Сун уезды Хуайдэ, Таньэ и Тэлян были в 972 году присоединены к уезду Синьи. После того, как в 976 году на престол взошёл Чжао Куанъи, из-за практики табу на имена в связи с тем, что иероглиф 义 входил в его личное имя, написание названия уезда Синьи было изменено с 信义县 на 信宜县. В 1071 году Доучжоуская область была присоединена к Гаочжоуской области (高州).
После вхождения в состав КНР уезд Синьи оказался в составе Специального района Наньлу (南路专区). В августе 1950 года Специальный район Наньлу был переименован в Специальный район Гаолэй (高雷专区).
В 1952 году административное деление провинции Гуандун было изменено: были расформированы специальные районы, и уезд вошёл в состав Административного района Юэси (粤西行政区). В 1955 году было принято решение об упразднении административных районов, и с 1956 года уезд вошёл в состав Специального района Чжаньцзян (湛江专区).
Постановлением Госсовета КНР от 22 марта 1959 года из уезда Маомин был выделен отдельный город Маомин, а остальная часть уезда Маомин была объединена с уездом Синьи в уезд Гаочжоу (高州县). В апреле 1964 года из уезда Гаочжоу был вновь выделен уезд Синьи.
В 1970 году Специальный район Чжаньцзян был переименован в Округ Чжаньцзян (湛江地区).
В сентябре 1983 года были упразднены город Маомин и округ Чжаньцзян, и образованы городские округа Чжаньцзян и Маомин; уезд вошёл в состав городского округа Маомин.
Постановлением Госсовета КНР от 11 сентября 1995 года уезд Синьи был преобразован в городской уезд.

## Административное деление
Городской уезд делится на 1 уличный комитет и 18 посёлков.